# Albreda
Albreda eller Albadarr är en ort i Gambia, sammanvuxen med Jufureh. Den ligger i regionen North Bank, i den västra delen av landet, 24 km sydost om huvudstaden Banjul. Antalet invånare var 1 356 vid folkräkningen 2013. Flera platser i Albreda och Jufureh ingår i världsarvet Kunta Kinteh Island and related sites, som vittnar om den transatlantiska slavhandeln och annan internationell handel. Albreda var en fransk koloni mellan 1681 och 1857, då det hade blivit helt omgivet av brittiskkontrollerade områden och överläts till Storbritannien.